# Xenochlorodes minor
Xenochlorodes minor är en fjärilsart som beskrevs av Leo Schwingenschuss 1926. Xenochlorodes minor ingår i släktet Xenochlorodes och familjen mätare. Inga underarter finns listade i Catalogue of Life.